# 新米科拉伊夫卡 (文尼察區)
48°55′52″N 28°38′55″E / 48.93111°N 28.64861°E
新米科拉伊夫卡（烏克蘭語：Нова Миколаївка）是烏克蘭的村落，位於該國西南部文尼察州，由文尼察區負責管轄，始建於1914年，面積0.69平方公里，海拔高度266米，2001年人口70。